# Glomus hoi
Glomus hoi är en svampart som beskrevs av S.M. Berch & Trappe 1985. Glomus hoi ingår i släktet Glomus och familjen Glomeraceae.   Inga underarter finns listade i Catalogue of Life.